# سیرسدورف
سیرسدورف (به آلمانی: Ziersdorf) یک منطقهٔ مسکونی در اتریش است که در ناحیه هولابرون واقع شده‌است. سیرسدورف ۳٬۳۳۰ نفر جمعیت دارد.